# Das Märchen vom wahren Lügner
Das Märchen vom wahren Lügner ist ein Schwanktext (ATU 1935). Er stand in Ludwig Bechsteins Deutsches Märchenbuch nur in frühen Auflagen.

## Inhalt
Der Text zählt auf, was der wahre Lügner alles lügt, „daß eine Ameise das Meer austrinke, und daß er mit seinem Hauch einen Bären über den Haufen blase.“ Es endet: „Er lügt das Blaue vom Himmel und das Schwarze von der Erde, er lügt wie gedruckt. Zeitungen sind auch gedruckt.“

## Herkunft
Bechstein nennt als Quelle zwei Gedichte von Wilhelm Wackernagel in Moriz Haupts Zeitschrift für deutsches Alterthum I. Die Lügen ähneln Grimms Märchen Nr. 112, 138, 158, 159.